# Fosil
Fosil (lat. fondere - kopati, fossus - iskopan) je ostatak života iz geološke prošlosti. U hrvatskom jeziku fosili se nazivaju okaminama, jer se radi o životinjskim ili biljnim ostacima koji su petrificirani, odnosno okamenjeni (sačuvani u izvornom položaju i obliku na mjestu gdje je mrtvi organizam odložen). Životinjske kućice mogu biti vremenom otopljene, a prostor koji su ispunjavale u sedimentu ispunjen npr. kalcitom. Izvorni oblik je utisnut u stijenu u fazi njezine dijageneze, tj. prije konačne petrifikacije, te naknadno ispunjen drugim materijalom. Kod biljaka vrijedi sličan proces, posebno kod utiskivanja ostataka lišća u slojevima lapora, ugljena. Za očuvanje fosilnih ostataka važno je odlaganje organizama u relativno mirnoj, energetski slabo aktivnoj, vodenoj sredini. Zatim da je ta sredina povoljna za očuvanje biološke tvari, a najčešće su to sredine s malo ili potpuno bez kisika (anaerobne). Na kraju, poželjno je da je stupanj dijageneze i nove sedimentacije relativno velik u kratkom vremenu, a kako bi se čim prije stvorili uvjeti za povećanje tlaka naliježućih sedimenata, te litifikaciju dubljih naslaga u obliku što više nalik stanju naposredno nakon taloženja. Svi živi organizmi su potencijalni fosili, no sačuvano ih je vrlo malo. Najčešći fosili su tvrdi dijelovi biljaka i životinja. Meko tkivo je vrlo rijetko fosilizirano. Ponekad je znanost o fosilima, paleontologija, izuzetno važna za naše razumijevanje života.  

### Proučavanje fosila
Proučavanje evolucije staništa i životnih zajednica važan je dio paleontologije.
- Nakon smrti meki dijelovi Triceraptosa brzo se razgrađuju, a ostaje samo tvrdi kostur i rogovi.
- Tijekom vremena kosti dospijevaju pod debele slojeve sedimenta i otvrdnjavaju pretvarajući se u fosil.
- Sedimentni slojevi pretvaraju se u stijenu. Mogu se izdignuti ili preklopiti te tako nastaju planine.
- Erozijom na površini izbijaju kosti. Paleontolozi mogu skupiti i proučavati ostatke dinosaura.

Fosili se proučavaju u gotovo svim dijelovima svijeta.Proučavaju ih znanstvenici zvani paleontolozi.

### Vrste fosila
Fosili mogu biti mikroskopske biljke i životinje kao i goleme kosti dinosaura. Mogu ostati skoro nepromijenjeni ili ih mogu zamijeniti minerali.
Fosili kralježnjaka građeni su od mnogih dijelova i obično se pronalaze samo pojedini dijelovi. Ako postoje odgovarajući uvjeti, može biti sačuvan i cijeli kostur.
- Jantar je fosilizirana smola drveta i često sadrži uhvaćenog kukca i druge malene životinje i biljke.
- Fosilizirano drveće može se sačuvati kao kalup kore. Unutrašnjost istrune i zamjeni ju pijesak.
- Okamenjivanje češera se dogodi kada voda bogata silicijem kristalizira u stanicama češera.
- Amoniti su se nalazili u eri mezozoika kada su mora bila puna mekušaca. Njihove ljušture bile su građene od minerala argonita i često su ih tijekom fosilizacije zamijenili drugi minerali.

Vulkanski pepeo se brzo pretvara u stijenu. Zakopana biljka ili životinja može istruniti i ostaviti šupljinu koja se ispunjena gipsom pretvara u odljev.

## Vanjske poveznice

### Ostali projekti
|  | Zajednički poslužitelj ima još gradiva o temi Fosil |